# Lamy János
Lamy János (Horpács, Nógrád megye, 1702. november 6. – Nagyszombat, 1743. október 24.) bölcseleti és teológiai doktor, kanonok és papnevelő-intézeti igazgató.

## Élete
Mint a Szent Istvánról nevezett papnevelő növendéke kezdte tanulni a logikát. 1723-ban baccalaureus, 1724-ben a bölcselet mestere lett, azután tanulta a teológiát 1727-ig, majd ezen év szeptember 28-án miséspappá szentelték fel. 1730. június 1-jén diószegi plébánosnak nevezték ki, 1732. augusztus 28-án teológiai doktorrá avatták. 1735. augusztus 26-án Szeredre ment lelkésznek, 1740. december 20-án esztergomi kanonok lett, egyszersmind a Szent István papnevelő igazgatói tisztét is viselte. 1743. szeptember 12-én a honti főesperesi címet nyerte.
Az esztergomi főegyházmegyei könyvtár őrzi egyik kézirati munkáját:
- Indiculus Rerum horis subcisvis Collectarum. Diószeghy, 1730